# Тілопо жовтоволий

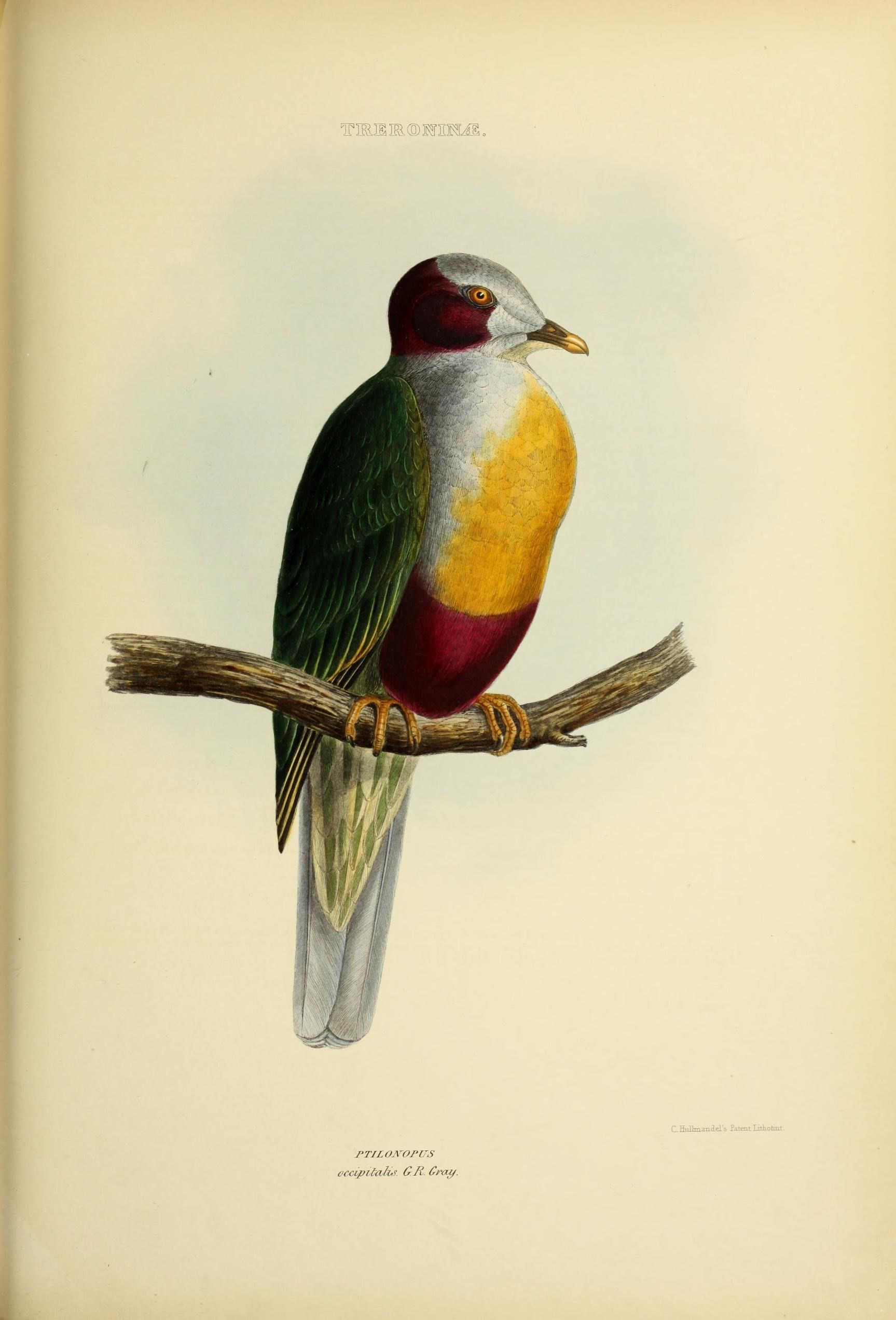
Жовтоволий тілопо

Тілопо жовтоволий (Ptilinopus occipitalis) — вид голубоподібних птахів родини голубових (Columbidae). Ендемік Філіппін.

## Опис
Довжина птаха становить 32 см, довжина хвоста 9,4-10,7 см, довжина дзьоба 15-17 мм. Виду не притаманний статевий диморфізм. Обличчя, тім'я і боки грудей білуваті, у деяких птахів з вкрапленнями жовтуватого або зеленуватого мідтінку. Потилиця і щоки темно-пурпурові. Спина і покривні пера крил темно-зелені, покривні пера дещо світліші за спину. Крила чорні з темно-зеленим відтінком, махові пера зелені з тонкими жовтими краями. Спитна, надхвістя і верхні покривні пера хвоста темно-зелені, деякі пера мають бронзові края. Хвіст зелений.
Підборіддя і горло білі з жовтуватим відтінком. На волі велика, золотисто-жовта пляма, яка має краплеподібну форму. Верхня частина живота темно-пурпурова, нижня частина живота і гузка попелясто-сірі. Боки і стегна зелені. Нижні покривні пера хвоста сірі, на кінці світло-сірі.
Райдужка жовта або оранжева. Навколо очей сіре кільце голої шкіри. Дзьоб червоний з жовтуватим або зеленувато-жовтим кінчиком. Лапи яскраво-червоні. У молодих птахів забарвлення дешо тьмяніше, нижня частина тіла зеленувато-сіра, пера на ній мають жовті края.

## Підвиди
Виділяють два підвиди:
- P. o. occipitalis Gray, GR, 1844 — північні і центральні Філіппіни, від Лусона до Негроса, Бохоля і Лейте;
- P. o. incognitus Tweeddale, 1877 — острови Мінданао, Дінагат, Каміґуїн і Басілан (південий схід Філіппін).

## Поширення і екологія
Жовтоволі тілопо поширені на островах Філіппінського архіпелагу. Вони живуть у вологих рівнинних тропічних лісах. Зустрічаються на висоті до 1800 м над рівнем моря.